# Loving (film, 2016)
Pour les articles homonymes, voir Loving.
Pour plus de détails, voir Fiche technique et Distribution.
Loving est un film dramatique américano-britannique écrit et réalisé par Jeff Nichols et sorti en salles en 2016.
Le film traite de l'histoire du couple Loving, à l'origine de l'arrêt de la Cour suprême des États-Unis « Loving v. Virginia » rendu le 12 juin 1967 qui déclare anticonstitutionnelle, à l'unanimité des neuf juges, toute loi apportant des restrictions au droit au mariage en se fondant sur la couleur de peau des époux.

## Synopsis
En juin 1958, Mildred Jeter, une femme noire et Richard Perry Loving, un homme blanc, tous deux originaires de Virginie, se marient dans le district de Columbia voisin afin de contourner une loi qui interdit dans leur État de résidence les mariages « interraciaux ». À leur retour en Virginie, ils sont arrêtés et inculpés pour avoir contourné la loi.
Jugés coupables, ils ont le choix entre une année de prison ou le bannissement de l'État pour 25 ans. Ils décident de partir, au prix d'un déchirement familial. Cinq années plus tard, et après avoir eu trois enfants, Mildred décide d'écrire à Robert Kennedy — alors procureur général des États-Unis — pour se plaindre de leur situation malheureuse, même si les deux époux mènent une vie simple et honnête.

## Fiche technique
- Titre original : Loving
- Réalisation : Jeff Nichols
- Scénario : Jeff Nichols
- Direction artistique : Chad Keith
- Costumes : Erin Benach
- Photographie : Adam Stone
- Montage : Julie Monroe
- Musique : David Wingo

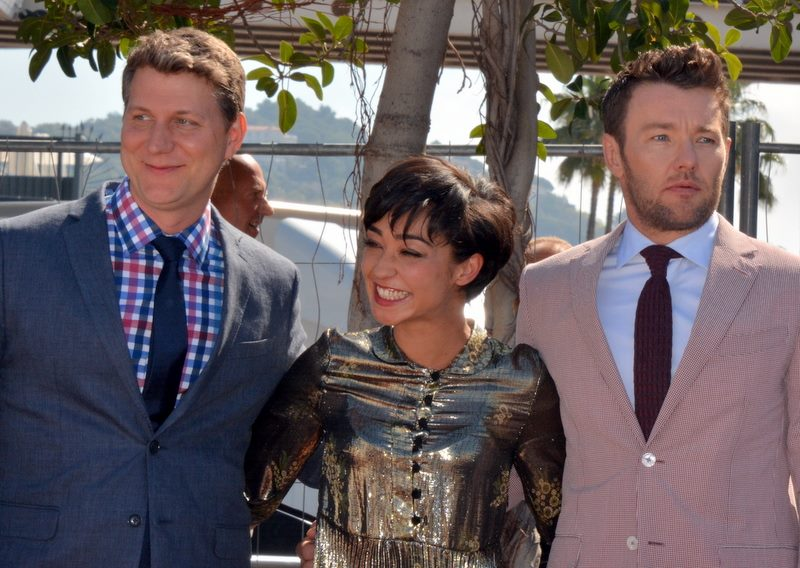
Le réalisateur Jeff Nichols avec les comédiens Ruth Negga et Joel Edgerton lors de la présentation du film au festival de Cannes 2016.

- Production : Nancy Buirski, Sarah Green, Colin Firth, Ged Doherty (en), Marc Turtletaub et Peter Saraf
- Sociétés de production : Big Beach Films et Raindog Films
- Sociétés de distribution : Focus Features (États-Unis)
- Pays d'origine :  États-Unis /  Royaume-Uni
- Langue originale : anglais
- Format : couleur — Digital Cinema Package — 2,39:1 — son Dolby Surround
- Genre : drame
- Durée : 123 minutes
- Dates de sortie :
  - France : 16 mai 2016 (Festival de Cannes) ; 15 février 2017 (sortie nationale)
  - États-Unis : 4 novembre 2016 (nationale)
- Classification :
  - France : Tous publics (visa d'exploitation n° 145937 délivré le 15 février 2017)
  - États-Unis : PG-13

## Distribution
- Joel Edgerton (VF : Jérôme Pauwels ; VQ : Louis-Philippe Dandenault) : Richard Loving
- Ruth Negga (VF : Marie Tirmont ; VQ : Kim Jalabert) : Mildred Loving
- Michael Shannon (VF : David Krüger ; VQ : Marc-André Bélanger) : Grey Villet, le photographe de Life
- Nick Kroll (VF : Sylvain Agaësse ; VQ : Adrien Bletton) : Bernard « Bernie » S. Cohen (en), l'avocat des Loving
- Marton Csokas (VF : Julien Meunier ; VQ : Patrick Chouinard) : le sheriff Brooks
- Bill Camp (VF : Patrick Béthune ; VQ : Marc Bellier) : Frank Beazley
- Terri Abney (VF : Nastassja Girard ; VQ : Aurélie Morgane) : Garnet
- Jon Bass (VF : Jean-Christophe Dollé ; VQ : François-Simon Poirier) : Philip « Phil » Hirschkop (en)
- Sharon Blackwood (VF : Cathy Cerdà ; VQ : Johanne Garneau) : Lola
- Will Dalton (VF : Jean-Baptiste Anoumon ; VQ : Hugolin Chevrette-Landesque) : Virgil
- Chris Greene (VF : Jean-Michel Vaubien ; VQ : Iannicko N'Doua) : Percy
- David Jensen (VQ : Alain Fournier) : Juge Bazile
- Christopher Mann (VQ : Fayolle Jean) : Theoliver
- Alano Miller (VF : Mohad Sanou ; VQ : Martin Desgagné) : Raymond

 Source et légende : version française (VF) sur RS Doublage ; version québécoise (VQ) sur Doublage.qc.ca

## Production

### Genèse et développement
Le réalisateur Jeff Nichols s'inspire du documentaire The Loving Story de Nancy Buirski (2011) pour trouver l'idée de son nouveau film.

### Tournage
Le tournage commence le 16 septembre 2015.

## Accueil

### Accueil critique
L'accueil critique est globalement positif. Sur l'agrégateur américain Rotten Tomatoes, le film récolte 89 % d'opinions favorables pour 283 critiques. Sur Metacritic, il obtient une note moyenne de 79⁄100 pour 46 critiques.
En France, le site Allociné recense une note moyenne de 3,8/5, pour 45 titres de presse, et celle des spectateurs à 3,8/5.
Pour Jean-Baptiste Morain du magazine Les Inrockuptibles, « Jeff Nichols filme Richard et Mildred, mais aussi tous les autres personnages avec un respect infini. Ce qui est beau aussi, dans Loving, c'est que Nichols se place toujours à la hauteur de ses personnages. ».
Pour Cécile Mury de Télérama, « moins spectaculaire, moins ouvertement singulier que le reste de son œuvre, Loving déjoue pourtant tous les pièges, avec un infinie délicatesse. Jeff Nichols – qui, comme à son habitude, signe aussi le scénario du film – investit le genre biographique comme il s'était par exemple déjà emparé de la science-fiction dans le récent Midnight Special : en y instillant son drôle de souffle poétique. [...] Si Loving apparaît, malgré tout, comme le film de Nichols le plus classique à ce jour, c'est peut-être une question de respect. De sensibilité. [...] Ni militants, ni porte-drapeaux, les Loving sont à l'image du film : discrets, et profondément humains ».

### Box-office
- France : 310 963 entrées[13]

## Nominations
- Festival de Cannes 2016 : film en compétition pour la Palme d'or
- Oscars 2017 : nomination à l'Oscar de la meilleure actrice pour Ruth Negga.
- Golden Globes 2017 :
  - nomination au Golden Globe de la meilleure actrice dans un film dramatique pour Ruth Negga.
  - nomination au Golden Globe du meilleur acteur dans un film dramatique pour Joel Edgerton.